# Mama, I'm Coming Home
| Đánh giá chuyên môn | Đánh giá chuyên môn |
| Nguồn đánh giá      | Nguồn đánh giá      |
| Nguồn               | Đánh giá            |
| ------------------- | ------------------- |
| AllMusic            | [ 2 ]               |

"Mama, I'm Coming Home" là bài hát thứ bai trích từ album No More Tears (1991) của ca sĩ heavy metal người Anh Ozzy Osbourne. Là một bản nhạc power ballad, đây là đĩa đơn solo duy nhất của Osbourne lọt vào Top 40 đĩa đơn trên bảng xếp hạng Billboard Hot 100, vươn đến hạng cao nhất là vị trí số No. 28; các bài hit duy nhất khác của ông lọt top 40 lả bản song ca với Lita Ford mang tên "Close My Eyes Forever" và nhạc phẩm hợp tác với Post Malone vào năm 2019 là "Take What You Want", cả hai đều vươn đến hạng cao nhất là vị trí số 8. Bài hát còn giành vị trí số 2 trên Mainstream Rock Tracks của Billboard.

## Video âm nhạc
Có tới hai video âm nhạc (MV) được dựng cho bài hát. MV đầu là một MV siêu thực mà Osbourne ghét bởi ông thấy nội dung của MV không ăn nhập với nội dung của bài hát. MV thứ hai do Samuel Bayer làm đạo diễn, sau đó làm cho Osbourne trở nên ưa thích hơn. Osbourne còn so sánh hiệu ứng trong MV thứ hai với hiệu ứng khói mờ ảo trong MV bài "Smells Like Teen Spirit" của Nirvana (cũng do Bayer làm đạo diễn).

## Đội hình thể hiện
- Ozzy Osbourne – hát
- Zakk Wylde – guitar
- Bob Daisley – bass
- Randy Castillo – trống
- Tom Fletcher – nhà sản xuất
- Lemmy Kilmister – lời

## Xếp hạng
| Xếp hạng (1992–1993)            | Vị trí cao nhất |
| ------------------------------- | --------------- |
| Áo (Ö3 Austria Top 40)          | 42              |
| Đức (GfK)                       | 27              |
| New Zealand (Recorded Music NZ) | 48              |
| Thụy Sĩ (Schweizer Hitparade)   | 62              |
| Anh Quốc (OCC)                  | 32              |
| Hoa Kỳ Billboard Hot 100        | 28              |
| US Mainstream Rock              | 2               |